# هيكتور ديفيد مارتينيز
هيكتور ديفيد مارتينيز (بالإسبانية: Héctor Martínez)‏ هو لاعب كرة قدم أرجنتيني، ولد في 21 يناير 1998 في الأرجنتين. لعب مع ريفر بليت.

## وصلات خارجية
- هيكتور ديفيد مارتينيز على موقع الدوري الأمريكي (الإنجليزية)
- هيكتور ديفيد مارتينيز على موقع قاعدة بيانات كرة القدم.إي يو (الإنجليزية)
- هيكتور ديفيد مارتينيز على موقع ناشيونال فوتبول تيمز (الإنجليزية)
- هيكتور ديفيد مارتينيز على موقع Soccerway.com (الإنجليزية)